# Societat d'Estudis Catalans
La Societat d'Estudis Catalans (SEC), més coneguda per Société d'Études Catalanes fou una societat cultural nord-catalana dedicada a la promoció d'iniciatives literàries, artístiques i científiques de Catalunya del Nord, en vigor des del 1906 fins al 1921.
Els elements més dinàmics de la societat foren Lluís Pastre, qui faria una campanya a favor del català a l'escola, i Joan Amade, catedràtic de Montpeller autor de L'idée régionaliste. Les activitats de la societat foren el desenvolupament del conreu del català, la introducció del català a l'escola, ja que els infants sabien parlar-lo, però no llegir-lo ni escriure'l. També la participació i organització de les festes populars per a donar-les un caràcter de catalanitat.

## Naixença de la Societat
L'entitat nasqué el 6 de juny de 1906 al Cafè Nou de Perpinyà arran d'una reunió promoguda pels historiadors Pere Vidal, Joan Amade, Josep Calmette i Lluís Pastre. L'11 d'octubre del mateix any la SEC constituí la seva mesa. Era composta pel banquer i escriptor Manuel de Vergés i de Ricaudy (president), Joan Amade i Gustau Violet (ambdós sots-presidents), Lluís Pastre (secretari), Jules Delpont (tresorer) i Louis Piquiral (arxiver). Aquesta agrupació aplegà unes 127 erudits, amb la finalitat de difondre la cultura i el fet catalans al Rosselló. Pere Vidal era un dels que tenia una visió més clara del fet català tot i que la Primera Guerra Mundial l'inclinà cap a l'integracionisme profrancès.
Aquesta entitat tenia com a objectius de conservar tot el que havia constituït i caracteritzat la psicologia dels Països Catalans, de suscitar o d'encoratjar totes les iniciatives per tal de desenvolupar la vida literària, artística i científica de Catalunya del Nord, i per a fer-ho aplegà "els intel·lectuals defensors de la història i la cultura autòctona". La S.E.C. es dotà d'un orgue d'expressió i d'informació, la Revue Catalane que imprimia la impremta Comet i eixí des del 1907 fins al 1922. El primer any l'associació tenia 112 membres, la major part catalans del nord de professions lliberals i intel·lectuals. Tot i això, hi havia molts membres procedents de la resta dels territoris de parla catalana : setze del Principat de Catalunya, dos de les Illes Balears i dos de l'Alguer. Tres d'ells n'eren membres del Consell d'Administració: Antoni Maria Alcover i Sureda, Francesc Montsalvatge i Fosas i Dolors Monserdà de Macià. Igualment tres associacions sud-catalans es van adherir a la S.E.C. : l'Associació Artística Arqueològica, el Centre Excursionista de Catalunya i el diari nacionalista català La Tralla.
La Société d'Etudes Catalanes participà en la introducció del català dins les escoles, quan feia poc que s'havia instaurat l'escolarització obligatòria empesa per Jules Ferry i en una època on la major part dels institutors menyspreaven aquesta llengua. Per tal de difondre la llengua catalana, a partir del 1913 la SEC organitzà concursos com els Jocs Florals del Rosselló (la Societat va ser un dels primers organismes a adoptar immediatament -el 1913- la reforma ortogràfica del català), o bé representacions artístiques al teatre de Perpinyà. Igualment, fundà l'any 1907 una col·lecció anomenada Bibliothèque Catalane, dirigida per Jean Amade. Aquesta biblioteca tenia com a finalitat d'afavorir la publicació d'obres crítiques o d'erudició sobre la llengua i la literatura catalanes, de traduccions franceses dels millors poetes i prosistes catalans, d'edicions de textos antics i moderns i d'obres personals, narracions, novel·les, poesies, peces de teatre lligades a la terra catalana. Una altra de les fites de l'associació des de l'any 1910 fou de publicar un diccionari. Una comissió oficial de la S.E.C., encapçalada per Raymond de Lacvivier, fou creada el 1911. Un intens treball fou emprès per en Lacvivier i els seus col·laboradors entre els quals el professor Joan Amade, l'abat Enric Granier-Mailly, l'impressor Joaquim Comet, l'institutor Lluís Pastre i l'escriptor Pau Berga. El 1921, les obres de la comissió cessaren amb la desaparició de la S.E.C., deixant el projecte sense finalitzar.
Durant la Primera Guerra Mundial l'entitat esdevingué també una associació filantròpica. El 1915 organitzà un gran concert pels mutilats de guerra rossellonesos i el 1916 una jornada catalana per recollir fons pels ferits. El 1920, la Société, sota la presidència de Pere Vidal, decidí de transformar l'associació, i doncs la seva revista, en una entitat específicament nord-catalana, oberta als escriptors d'expressió francesa del territori. En efecte, la nova direcció tenia com a ambició d'esdevenir la principal força intel·lectual de la Catalunya del nord. La situació financera precària de la S.E.C., però, en propicià la desaparició després de quinze anys d'existència, l'any 1921.

## Membres de la Société d'études catalanes
- Fèlix Albar (1858-) Membre fundador
- ALCOVER Antoni - membre fundador (1906)
- AMADE Joan (1878-1949) - membre fundador (1906)
- ARAGON Amedeu - membre fundador i vicepresident (1914)
- AURIOL Georges - membre
- BAILLE Léon (1862-) - membre
- BARDOU-JOB Justin (1860-1930) - membre (1910)
- BERGUE Pau (1866-1948) - membre (1908)
- BLAZY Joan Baptista (1878-1933) - membre (1909)
- BOIX Emili - membre fundador (1906)
- BONAFONT Josep - membre fundador i vicepresident (1906)
- CALMETTE Josep (1873-1952) - membre fundador (1906)
- CARSALADE du PONT Juli (1847-1932) - membre fundador (1906)
- DALBIEZ Víctor (1876-1954) - membre (1911)
- Valentine David d'Orimond - membre (1910)
- Josep Delmas - membre (1907)
- Julo Delpont (1865-1924) - membre fundador i tresorer
- Xavier Esteve de Bosch (1851-) - membre (1908)
- Joan de Giorgio y Vitelli (1870-1916) - membre (1912)
- Albert Janicot - membre (1911)
- Raymond de Lacvivier (1852-1930) - membre fundador (1906)
- Suzanne de Lazerme de Pontich esposa de Xavier Esteve de Bosch (1860-1935) - membre fundador (1906)
- Dolors Moncerda de Macià (1845-1919) - membre fundador
- Francesc Montsalvatge i Fossas - membre fundador
- Juli Pams (1852-1930) - membre (1907)
- Lluís Pastre (1863-1927) - membre fundador i secretari (1906)
- Justí Pepratx (1828-1901) - membre fundador (1906)
- Lluís Piquiral - membre fundador i arxivista
- Josep Pons (1886-1962) - membre fundador (1906)
- François Tresserre - membre fundador (1906)
- Augustin Vassal (1860-) - membre fundador (1906)
- Emmanuel Verges de Recaudy (1857-1911) - membre fundador i president (1906)
- Pere Vidal (1848-1929) - membre fundador (1906)
- Eduard Vilar (1847-1930) - membre (1907)
- Gustau Violet (1873-1952) - membre fundador (1906)